# 王霏霏
王霏霏（： Wang Pe I Pe I；1987年4月27日—），藝名Fei（： Pe I），海南海口人，中國歌手、舞者、演员，在韓國出道。透過2007年JYP娛樂的甄選會加入JYP娛樂，2010年7月1日以四人女子團體miss A在韓國出道，曾與孟佳同為miss A的中國籍成員。2016年7月21日正式以Solo歌手身份在《M! Countdown》中出道。2019年1月加盟以團之名擔任導師，透露與韓國JYP娛樂合約到期不續約，正式簽約華誼兄弟聚星文化。

## 生平

### 出道前
1987年4月27日出生於中華人民共和國海南省海口市，有一個小11歲的弟弟。
16歲在中國廣州上舞蹈學校的時候，在上學途中遇到和Jia同一位JYP娛樂女性工作人員，認為她有可塑造性便詢問她有無當藝人意願，當下以為是詐騙因此不以為意。三年之後參加廣州甄選會演唱梁靜茹的〈勇氣〉，順利通過並加入JYP娛樂，前往韓國開始練習生生涯。
2009年曾與Sarha、Jia、黃以霏和惠林組成5人女團「Sisters」，出演中國浙江衛視《越跳越美麗》等節目，最後並未正式出道。2010年6月和Jia、Suzy組成「miss A」，出道前成為三星Anycall中國地區代言人，並演唱廣告曲〈Love Again〉。6月23日JYP發佈miss A最終由4名成員組成，除了原有的成員，還有Min，同天於Tory Burch開幕儀式上首次以團體形式正式亮相。
MissA 在2017年12月27日宣布正式解散後，在個人微博透露有意回中國發展，日後並以成為影視歌全面發展的多棲藝人。

### 個人活動
2013年1月30日確定出演O'live《廚神當道韓國版明星賽》，節目於2月22日首播，最後拿到亞軍，自此之後在許多節目中展現這項才藝。3月15日作為MBC《Dancing with the star3》參賽選手之一，在6月31日進入決賽並獲得冠軍。9月24日初次挑戰節目主持，加入O'live《O'live Show 2013》主持群。
2014年3月15日MBC《C-RADIO 偶像本色》正式播出，首次主持廣播節目，與Jia、周覓一起擔任電台節目主持人，每週會訪問不同的韓國偶像明星。3月26日開始錄製中國新綜藝節目《如果愛》，為明星戀愛真人秀節目，與孫堅合稱作「減肥夫婦」，該節目於5月25湖北衛視首播。7月3日JYP娛樂透露Fei將特別出演SBS月火連續劇《誘惑》，初次挑戰演技，飾演一名香港歌手——Jenny，在劇中扮演李廷鎮的戀人。
2016年6月22日，JYP確認Fei正在準備solo專輯，預計夏季出道，成為韓國女團中首位solo的中國籍女歌手。7月15日朴軫永於社交網站Instagram個人公開了Fei《Fantasy》solo專輯的概念照，並附言寫道要把Fei打造為「性感女王」，之後JYP娛樂陸續發表專輯宣傳照和預告影片。7月21日主打歌〈不要急Fantasy〉中韓版本Music Video及音源同時公開。同日Fei於韓國Mnet電視台音樂節目《M! Countdown》中正式公開演出。8月12日公開了個人solo專輯《Fantasy》中其餘兩首歌曲〈Sweet Sexy Fei〉和由Fei改編填詞〈one more kiss〉的中文版音源，並同步公開〈one more kiss〉的Music Video。除了音樂與舞蹈，Fei的廚藝精湛，多次獲得廚藝比賽優勝或晉級至決賽。
2020年6月12日，出演湖南卫视综艺节目《乘风破浪的姐姐》。

## 影視作品

### 電視劇
- 2014年 SBS《誘惑》飾演 Jenny（7月14日播出，特別出演）
- 2023年《夏日奇妙書》飾演 王葡萄
- 待播《珍品》飾演 白麗

### 網路劇
- 2015年騰訊《SWAN他的秘密》飾演 吳姿
- 2018年騰訊《素手遮天》飾演 琴鏑
- 2018年騰訊《勇往直前戀上你》飾演 梁定霏

### 電影
- 2019年《跳舞吧！大象》飾演 季雙雙
- 2023年《熱烈》飾演 辣椒
- 未上映《選擇遊戲》飾演 女主角（已殺青，上映日期待定）

## 作品

### 音樂錄影帶
- Fei、Jia、Suzy－YouTube上的Love Again（2010年6月21日）
- 許空&Hoony Hoon－YouTube上的我只愛你（2011年3月25日）

### 固定綜藝節目
| 日期                          | 電視台               | 節目名稱                     |
| 2013年2月22日－4月12日        | O'live               | 《廚神當道韓國版明星賽》     |
| 2013年3月8日－5月31日         | MBC                  | 《Dancing With The Stars 3》 |
| 2014年5月25日－8月17日        | 湖北衛視             | 《如果愛(第一季)》           |
| 2014年9月13日－10月4日        | 央視                 | 《大魔術師》                 |
| 2014年10月31日－2015年1月23日 | SBS                  | 《SBS Cooking Korea》        |
| 2014年11月8日－11月22日       | 青海衛視             | 《我是傳奇》                 |
| 2015年10月17日－2016年1月23日 | SBS                  | 《握拳少林寺》               |
| 2019年1月18日－2019年3月28日  | 優酷                 | 《以團之名》                 |
| 2020年6月12日－2020年9月4日   | 芒果TV、湖南娱乐频道 | 《乘风破浪的姐姐》           |
| 2022年2月23日－2020年6月1日   | 芒果TV、湖南娱乐频道 | 《春日迟迟再出发》           |
| 2022年4月16日－2022年6月25日  | 優酷                 | 《了不起舞社》               |

### 節目主持
- O'Live《O'Live Show》（2013年9月24日－2013年11月26日）
- SBS Mobidic全球美妝節目《bar Persona》（2019年6月24日－2019年11月22日）與徐寅永(徐仁英)、SeoOk共同主持

### 活動主持
- 2015年1月14日 第29屆金唱片獎
- 2016年10月9日 第13屆亞洲音樂節

## 音樂作品

### 專輯
| 專輯             | 專輯資料                                                              | 曲目                                                              |
| ---------------- | --------------------------------------------------------------------- | ----------------------------------------------------------------- |
| 《Fantasy》      | - 發行日期：2016年7月21日 - 2016年8月12日（中文版) - 語言：韓語、國語 | 曲目 1. Sweet Sexy Fei 2. 不要急 Fantasy 3. One More Kiss         |
| 《不霏Fearless》 | - 發行日期：2021年12月2日 - 語言：國語                                | 曲目 1. Stalker窥探者 2. 狩猎阿多尼斯 3. 疯狂灰姑娘               |
| 《Take a pose》  | - 發行日期：2024年1月16日 - 語言：國語                                | 曲目 1. Take a pose 2. Eat that cake 3. 最后的温柔 (feat. Ryan.B) |
| 《Tooooo Busy》  | - 發行日期：2024年7月10日 - 語言：國語                                | 曲目 1. Tooooo Busy 2. OMW! 3. 四十四次落日                       |

### 單曲
| 发布年份 | 歌曲名称   | 备注                      |
| -------- | ---------- | ------------------------- |
| 2018     | 《Hello》  | （feat. 王嘉尔）          |
| 2022     | 偏偏喜欢你 | 粤好听.青春重置计划特别篇 |
| 2023     | 天体距离   |                           |

### 合作歌曲
| 发布年份 | 歌曲名称     | 合作歌手 |
| -------- | ------------ | -------- |
| 2018     | 你會不會     | 梁根榮   |
| 2021     | At Christmas | Ryan.B   |

### 影视歌曲
| 发布年份 | 歌曲名称         | 影视备注                     | 合作歌手 |
| -------- | ---------------- | ---------------------------- | -------- |
| 2014     | One Summer Night | 韩国电视剧《誘惑》主题曲     | 趙權     |
| 2018     | 心雨             | 电视剧《素手遮天》片尾曲     |          |
|          | 勇往直前恋上你   | 电视剧《勇往直前恋上你》插曲 | 赵天宇   |
|          | 不想说再见       | 电视剧《勇往直前恋上你》插曲 |          |
| 2019     | 零落成辉         | 电影《京都妖狐志》主题曲     | 梁根荣   |
| 2020     | 为你相信         | 网剧《蓬莱间》主题曲         | 韩沐伯   |
| 2023     | 在此定格         | 网剧 《 夏日奇妙書》插曲     | 魏哲鳴   |

## 獎項

### 大型頒獎禮獎項
| 年份 | 獎項                                               |
| ---- | -------------------------------------------------- |
| 2016 | - 時尚健康三亚时尚健康颁奖盛典－健康榜樣先鋒明星獎 |

### 註解
1. ↑  2011年2月24日在tvN《TAXI》中描述自己被發掘過程。
2. ↑  Fei於MV中的衣著過份性感，因此被列為19禁。在youtube觀看MV需要登入帳戶核實年齡。

### 引用來源
1. ↑  . 南海網. 2012-03-19  [2013-11-09]. （原始内容存档于2013-11-09） （中文）.
2. ↑  . 아시아경제. 2010-07-20  [2014-07-08]. （原始内容存档于2014-10-19） （英语）.
3. ↑  . kpopn.com. 2011-02-27  [2014-07-14]. （原始内容存档于2014-07-14） （中文（臺灣））.
4. ↑  . 朝鮮日報中文網. 2009-06-01  [2014-06-19]. （原始内容存档于2014-07-15） （中文）.
5. ↑  . 新浪香港. 2010-06-07. （原始内容存档于2014-06-17） （中文）.
6. ↑  . 한경닷컴. 2010-06-23  [2014-06-19]. （原始内容存档于2014-07-15） （韩语）.
7. ↑  . OSEN. 2010-06-24  [2014-06-19]. （原始内容存档于2014-07-14） （韩语）.
8. ↑  （英文）. allkpop. 2013-01-30  [2014-06-23]. （原始内容存档于2014-10-16） （英语）.
9. ↑  . 韓星網. 2013-06-11  [2014-06-23]. （原始内容存档于2014-07-14） （中文）.
10. ↑  . KpopStarz.com. 2013-06-01  [2014-06-19]. （原始内容存档于2014-07-14） （中文）.
11. ↑  . YAHOO奇摩名人娛樂. 2013-09-25  [2014-06-23]. （原始内容存档于2014-07-14） （中文）.
12. ↑  . KpopStarz. 2014-03-15. （原始内容存档于2014-07-14） （中文）.
13. ↑  . KpopStarz. 2014-03-29  [2014-06-19]. （原始内容存档于2014-07-14） （中文）.
14. ↑  . KpopStarz.   [2014-05-06]. （原始内容存档于2014-07-14） （中文）.
15. ↑  . 朝鮮日報中文網.   [2014-07-03]. （原始内容存档于2016-03-05） （中文）.
16. ↑  . 韓星網.   [2016-07-12]. （原始内容存档于2016-07-15） （中文）.
17. ↑   [Fei Solo曲‘不要急Fantasy’MV 19禁製作]. 스포츠동아. 2016-07-18  [2018-11-17]. （原始内容存档于2018-11-17） （韩语）.
18. ↑  . 中時電子報.   [2016-07-22]. （原始内容存档于2016-07-23） （中文）.
19. ↑  . 北京新浪網.   [2016-08-12]. （原始内容存档于2016-08-13） （中文）.
20. ↑  任芯仪 (编). . 北青网. 2020-06-15  [2020-11-11]. （原始内容存档于2020-11-11）.

## 外部連結
- 王霏霏的新浪微博
- 王霏霏的X（前Twitter）
- 王霏霏的Instagram帳戶
- YouTube上的王霏霏頻道
- 王霏霏的哔哩哔哩个人空间
- 王霏霏的抖音账号
- 王霏霏的小红书账号